# ブリュノ・ニュイッテン
ブリュノ・ニュイッテン（Bruno Nuytten、1945年8月28日 ムラン - ）は、フランスの撮影監督、映画監督。ラ・フェミスの教授。

## 人物
撮影監督としてクロード・ミレール、アンドレ・テシネ、マルグリット・デュラス、ジャン＝リュック・ゴダール、クロード・ベリなどの作品で撮影を担当。とくに小説家のデュラスは彼女が映画を演出する際には、ニュイッテンに最大の信頼を置いた。また、『カミーユ・クローデル』で演出に初挑戦、これまで3本の作品を監督している。
イザベル・アジャーニとの間に息子（バルナベ・ニュイッテン、1979年 - ）が1人いる。

## フィルモグラフィー

### 撮影監督
- L'Espace vital　短編　1969年　監督パトリス・ルコント
- La Poule　短編　1971年　監督リュック・ベロー
- Les Machins de l'existence　短編　1971年　監督ジャン＝フランソワ・ディオン
- Tristan et Yseult（トリスタンとイゾルデ）　短編　1972年　監督イヴァン・ラグランジュ　音楽マグマ　※カルト作品
- Le Jeu des preuves　短編　1974年　監督リュック・ベロー
- バルスーズ Les Valseuses　1974年　監督ベルトラン・ブリエ　※長編デビュー作
- ガンジスの女 La Femme du Gange　1974年　監督マルグリット・デュラス
- インディア・ソング India Song　1975年　監督マルグリット・デュラス
- フランスでの思い出 Souvenirs d'en France　1975年　監督アンドレ・テシネ
- Les Vécés étaient fermés de l'interieur　1976年　監督パトリス・ルコント
- 一番うまい歩き方 La Meilleure façon de marcher　1975年　監督クロード・ミレール
- L'Assassin musicien　1976年　監督ブノワ・ジャコー
- ヴェネツィア時代の彼女の名前 Son nom de Venise dans Calcutta désert　1976年　監督マルグリット・デュラス
- Mon coeur est rouge　1976年　監督ミシェル・ロジエ
- バロッコ Barocco　1976年　監督アンドレ・テシネ
- トラック Le Camion　1977年　監督マルグリット・デュラス
- La Nuit, tous les chats sont gris（夜すべての猫は灰色に）　1977年　監督ジェラール・ジング
- L'Exercice du pouvoir（権力行使）　1978年　監督フィリップ・ガラン
- La Tortue sur le dos　1978年　監督リュック・ベロー
- Zoo zéro　1979年　監督アラン・フレシェール
- ブロンテ姉妹 Les Soeurs Brontë　1979年　監督アンドレ・テシネ
- フレンチグラフィティ French Postcards　1979年　監督ウィラード・ハイク
- ブルベイカー Brubaker　1980年　監督スチュアート・ローゼンバーグ
- Modesty　1981年　監督ボブ・ラフェルソン
- Un assassin qui passe　1981年　監督ミシェル・ヴィアネー
- ポゼッション Possession　1981年　監督アンジェイ・ズラウスキー
- レイプ殺人事件 Garde à vue（ビデオ邦題、原題直訳「仮拘束」）　1981年　監督クロード・ミレール
スティーヴン・ホプキンス監督が『アンダー・サスピション』（2000年）としてリメイク
- 海辺のホテルにて Hôtel des Amériques　1981年　監督アンドレ・テシネ
- 旅への誘い Invitation au voyage　1982年　監督ピーター・デル・モンテ
- 人生は小説 La Vie est un roman　1983年　監督アラン・レネ
- チャオ・パンタン Tchao pantin　1983年　監督クロード・ベリ
- Les Enfants　1984年　監督マルグリット・デュラス、共同監督ジャン・マスコロ、ジャン＝マルク・テュリヌ
- フォート・サガン Fort Saganne　1984年　監督アラン・コルノー
- ラ・ピラート La Pirate　1984年　監督ジャック・ドワイヨン
- ゴダールの探偵 Détective　1985年　監督ジャン＝リュック・ゴダール
- 愛と宿命の泉 I フロレット家のジャン Jean de Florette　1986年　監督クロード・ベリ
- 愛と宿命の泉 II 泉のマノン Manon des sources　1986年　監督クロード・ベリ

### 監督
- カミーユ・クローデル Camille Claudel　1988年　撮影ピエール・ロム　※監督デビュー作
- Albert souffre　1992年　撮影エリック・ゴーティエ
- Passionnément　2000年　撮影エリック・ゴーティエ